# Christian Erdmann Kindten
Christian Erdmann Kindten (* 26. Juni 1752 in Schlemmin; † 14. November 1803 in Stralsund) war ein deutscher Orgelbauer.

## Leben
Christian Kindten erhielt in Stralsund eine handwerkliche Ausbildung als Tischler. Später ging er nach Kopenhagen, wo er in einer Sonntagsschule Zeichenunterricht nahm. In Sankt Petersburg, wo er sich fünf Jahre aufhielt, erlernte er den Bau von Orgeln und Saiteninstrumenten. Möglicherweise waren dort der schwedische Orgelbauer Olof Schwan oder der aus Halle an der Saale stammende Heinrich Andreas Contius seine Lehrer. Anschließend kehrte er nach Schwedisch-Pommern zurück. Am 21. April 1792 wurde er Bürger der Stadt Stralsund. Er reparierte heute nicht mehr erhaltene Orgeln in Nehringen, Richtenberg und Bergen auf Rügen.
Weitere Arbeiten:
- 1790 Neubau Gingst, Sankt-Jacobs-Kirche – II/P/22
- 1796 Neubau Sagard, St.-Michaels-Kirche – II/P/23
- 1798 Umsetzung der Marx-Orgel aus Berlin nach Altenkirchen auf Rügen

Der geplante Bau einer Orgel für die Thomaskirche in Tribsees konnte wegen Kindtens Erkrankung und Tod nicht mehr ausgeführt werden. Stattdessen baute Carl August Buchholz dort 1831 eine Orgel mit II/P/28.